# Германия на «Евровидении-1969»
Германия принимала участие в Евровидении 1969, проходившем в Мадриде, Испания. На конкурсе её представляла Сив Мальмквист с песней «Primaballerina», выступавшая под номером 13. В этом году страна заняла 9-е место, получив 8 баллов. Комментатором конкурса от Германии в этом году был Ханс Иоахим Росхенбах, глашатаем — Ханс Отто Грюнефелдт

## Национальный отбор
В студию были приглашены 30 артистов. Среди них были выбраны 3 финалиста: Пегги Марч, Рекс Гилдо и Сив Мальмквист. Ходили слухи, что 4-й финалисткой должна была стать известная немецкая певица Александра, погибшая в автокатастрофе в 1969 году.

Финал проходил в 3 тура, где выступал по разу каждый артист. Победитель был выбран в два тура голосований жюри, состоящих из профессиональных композиторов, певцов, ключевых фигур национального телевещателя
| Номер | Артист         | Песня                           | Музыка (м)/Стихи (с)                            | Голоса                | Голоса                | Место |
| Номер | Артист         | Песня                           | Музыка (м)/Стихи (с)                            | 1-й раунд голосования | 2-й раунд голосования | Место |
| ----- | -------------- | ------------------------------- | ----------------------------------------------- | --------------------- | --------------------- | ----- |
| 1     | Сив Мальмквист | «Dein Comeback zu mir»          | Хенз Дец (м), Курт Фельц (с)                    | 2                     | —                     | —     |
| 2     | Рекс Гилдо     | «Lady Julia»                    | Вернер Шарфенбергер (м), Курт Фельц (с)         | 4                     | —                     | —     |
| 3     | Пегги Марч     | «Karussell meiner Liebe»        | Вернер Шарфенбергер (м), Курт Фельц (с)         | 1                     | —                     | —     |
| 4     | Сив Мальмквист | «Melodie»                       | Хенз Корн (м/с)                                 | 4                     | —                     | —     |
| 5     | Рекс Гилдо     | «Die beste Idee meines lebens»  | Эрик Хенз (м), Курт Герта (с)                   | 7                     | 0                     | 3-е   |
| 6     | Пегги Марч     | «Aber die Liebe bleibt bestehn» | Гунтер Соннеборн (м), Хенз Корн (с)             | 4                     | —                     | —     |
| 7     | Сив Мальмквист | «Primaballerina»                | Ханс Блум (м/с)                                 | 5                     | 7                     | 1-е   |
| 8     | Рекс Гилдо     | «Festival der jungen Liebe»     | Герхард Джоссенхофен (м), Хорс Хенз Хеннинг (с) | 0                     | —                     | —     |
| 9     | Пегги Марч     | «Hey»                           | Хенз Корн (м/с)                                 | 6                     | 4                     | 2-е   |

### Чарты
Только 2 песни национального финала были изданы и появились в немецких чартах:
| Song           | Германия | Австрия | Швейцария |
| -------------- | -------- | ------- | --------- |
| Primaballerina | 13       | -       | -         |
| Hey            | 29       | -       | -         |

## Страны, отдавшие баллы Германии
У каждой страны было по 10 судей, каждый из которых мог отдать один голос понравившейся песне.
| Отдали Германии… | Отдали Германии… | Отдали Германии…         | Отдали Германии… |
| 3 балла          | 2 балла          | 1 балл                   |                  |
| ---------------- | ---------------- | ------------------------ | ---------------- |
| Югославия        | Испания          | Франция Норвегия Бельгия |                  |

## Страны, получившие баллы от Германии
| 3 балла | Испания                                              |
| 2 балла | Швейцария                                            |
| 1 балл  | Франция Люксембург Ирландия Великобритания Финляндия |